# Jesmond Zerafa
Jesmond Zerafa (3 agosto 1965) è un allenatore di calcio ed ex calciatore maltese, di ruolo attaccante.

## Carriera

### Giocatore

#### Nazionale
Ha collezionato 21 presenze con la propria Nazionale.

### Allenatore
Nel febbraio 2019 è subentrato a Darren Abdilla come allenatore della squadra maltese dello Gzira United, che ha condotto al terzo posto in campionato.
Dopo più di un anno di inattività, ha assunto il ruolo di guida tecnica del Valletta, da lui già guidato in precedenza nel periodo 2010-2012. La sua nuova esperienza alla guida dei Citizens dura tuttavia poco più di cinque mesi: l'allenatore si dimette infatti dall'incarico il 30 novembre, dopo una sconfitta per 3-1 contro il Tarxien Rainbows, in forte polemica con la dirigenza della società.

## Palmarès

### Giocatore

#### Competizioni nazionali
- Campionato maltese: 2

Valletta: 1989-1990, 1991-1992
- Coppa di Malta: 2

Valletta: 1990-1991, 1994-1995
- Supercoppa di Malta: 1

Valletta: 1990

### Allenatore

#### Competizioni nazionali
- Campionato maltese: 1

Valletta: 2010-2011
- Supercoppa di Malta: 1

Valletta: 2010